# Eremophila undulata
Eremophila undulata är en flenörtsväxtart som beskrevs av R.J. Chinnock. Eremophila undulata ingår i släktet Eremophila och familjen flenörtsväxter. Inga underarter finns listade i Catalogue of Life.